# Anthony Bailey
Anthony Bailey OBE • ComIH nasceu em Londres no ano de 1970.
Aquando da criação da Iniciativa Painting & Patronage em Riad no ano de 1999 foi nomeado Presidente por S.A.R. o Príncipe Khalid Al-Faisal bin Abdul Aziz Al-Saud da Arábia Saudita.
Bailey participa ativamente na promoção de um estreitamento das ligações culturais, educacionais, comerciais e inter-religiões entre a Europa e o Mundo Árabe. É também conselheiro ministerial do Governo Britânico para a política educacional, bem assim como detêm vários cargos proeminentes em várias organizações internacionais de beneficência, inter-religiões, educacionais, assuntos externos e relações bilaterais Euro-Árabes. É ainda conselheiro da Fundação Rei Faisal e Director da Sociedade Britânica-Saudita em Londres.
Sir Anthony Bailey formou-se em 1991 em Estudos Contemporâneos Este-Europeus na Universidade de Londres e é também formado em Economia pela Universidade de Budapeste, pela Universidade de Sofia e pela Universidade de Veliko Turnovo da Bulgária. Foi galardoado pela Cidade de Londres em 2004.
Bailey foi reconhecido pela sua contribuição no estreitamento das relações Euro-Árabes e nos últimos anos foi condecorado pelos Governos  do Reino Unido, Bulgária, Costa Rica, Líbano, Marrocos, Panamá, com o grau de Comendador da Ordem do Infante D. Henrique a 30 de Agosto de 2005 de Portugal, Síria e Vaticano e Iémen.
Anthony Bailey casou com Sua Alteza Sereníssima a Princesa Marie-Therese von Hohenberg, da Áustria, descendente de Francisco Fernando da Áustria-Hungria e de sua mulher Sofia, Duquesa de Hohenberg, em Outubro de 2007.